# ハスバラ
ハスバラ（ヘブライ語: הַסְבָּרָה、ラテン翻字: hasbara）は、イスラエル国家とその行為に関する肯定的な情報を海外に広めるための広報活動を意味するヘブライ語である。イスラエル政府とその支持者たちは、政府の政策を説明し、国際世論の前でイスラエルを宣伝し、イスラエルの合法性を認めない試みと彼らが見なすものに対抗する尽力を説明するために、この用語を使用している。プロパガンダの婉曲表現でもある
ヘブライ語のハスバラという言葉は、使用される文脈に応じてさまざまな意味を持つ。中立的な意味では、この表現は「解釈する」、「光を当てる」、「明確にする」、を意味する。イスラエルの政治的言説に適用されると、外交の文脈におけるハスバラは、説得行為としての、統制されたコミュニケーション・プロセス、あるいはその国家の外交政策の手段のことである。この用語は、中東戦争に関するメディア報道において、ある程度の悪評を博した。当初の親シオニストのハスバラの目的と手段を定義する上で不可欠な役割を果たしたのは、作家、翻訳者、そしてヘブライ語ジャーナリズムの先駆者であるナホム・ソコロウという人物であった。
厳密な意味でのハスバラの起源はイスラエル国家に見出すことができるが、この概念の公式化と使用は1948年のイスラエルの建国よりも前に遡っている。もともとハスバラは本質的に、シオニストの大義への支持を拡大するために、ディアスポラ内の説得および非ユダヤ人の支持獲得、という二重の手段として考案された。

## 定義
ハスバラは文字通り「説明」を意味するが、現在の用法におけるその意味論的領域においては議論がある。イスラエルの外交官であるギデオン・メイアは、英語や他の言語にはハスバラという言葉の「本当の、正確な」訳語は存在しないと述べ、それをパブリック・ディプロマシーと定義し、つまり世界中のすべての政府がとる、重要性が高まっているハーバード大学教授のジョセフ・ナイがソフト・パワーと呼ぶ行動としている。ゲイリー・ローゼンブラットはそれを「アドボカシー」と表現した。この慣行に従事する個人はハスバリストと呼ばれる。
ハスバラは「親イスラエルのプロパガンダ」、または「イスラエル・プロパガンダの新しいユーザー・フレンドリーな用語」であると表現されている。しかし、「プロパガンダが対立の一方の側の肯定的な側面を強調しようと努めるのに対して、ハスバラは正当化されるか否かにかかわらず、行為を説明しようと努める」。

歴史家のギオラ・グッドマンは、実際には「ハスバラ」を「プロパガンダ」とみなし、次のように説明している。
「プロパガンダ」という用語は、20世紀前半に蔑称的な意味を帯びるようになった。その結果、イギリスとアメリカのプロパガンダ担当者は自分たちの仕事を描写するにあたって「情報」と表現し、ヘブライ語では肯定的な響きの「ハスバラ」という言葉が一般的に好まれた。ヘブライ語で「プロパガンダ」にあたる「タアムラ 」は、主に敵対者が行うことだけに使用されるが、「ハスバラ」は、シオニスト運動によって一般大衆に影響を与えるための尽力を描写するためにしばしば使用されてきた。

## 情報発信元
ハスバラはイスラエル政府内に独自のインフラを有しており、首相府に本部を置き、国防省、外務省、観光省、ディアスポラ問題・反ユダヤ主義対策省にユニットが置かれている。国家ハスバラは、イスラエル国家の目的や立場を奨励するために調整し、地元および世界中の親イスラエルの個人やイスラエルのためのユダヤ機関などの組織と常に連絡を取り合っている。
ハスバラは、シオニストや他のイスラエルの団体や組織からも奨励されている。 インターネット上にはかなりの数のハスバラ・ウェブサイトがあり、そのほとんどはイスラエル政府から独立して運営されており、ユダヤ人が関心を持つ他のトピックも扱っている。